# Імені Імангалі Жумаєва
імені Імангалі́ Жума́єва (каз. Имангали Жұмаев ат.а.) — село у складі Жанібецького району Західноказахстанської області Казахстану. Входить до складу Тауського сільського округу.
У радянські часи село називалось Калініно.
Населення — 87 осіб (2021; 117 у 2009, 190 у 1999, 265 у 1989).